# جاده ئی۸۵۲ اروپا
جاده ئی۸۵۲ اروپا (به انگلیسی: European route E852) یکی از جاده‌های درجه ۲ قاره اروپا است.
این جاده از شهر اوهرید (مقدونیه) شروع شده و در مرز کشور آلبانی به پایان می‌رسد.